# Соркин, Анисим Зеликович
Анисим Зеликович Соркин (род. 27 сентября 1935, Харьков) — советский и российский фотограф, мастер фоторепортажа, один из наиболее известных хроникёров советской и постсоветской эпохи. С 1990-х годов живёт в Германии.

## Биография
Анисим Соркин родился в Харькове в 1935 году. С детства увлекался фотографией. В 1960-е годы начал работать фоторепортёром в различных советских изданиях. Особую известность приобрёл благодаря фотографиям, посвящённым культуре, быту и повседневной жизни советских людей.
В 1970-80-х годах его снимки публиковались в журналах «Огонёк», «Советское фото», «Крестьянка», «Работница». Он снимал известных деятелей культуры и искусства, в том числе: Булата Окуджаву, Беллу Ахмадулину, Владимира Высоцкого, Андрея Тарковского, Майю Плисецкую и многих других.
Соркин также работал на съёмках спектаклей, кинофестивалей и выставок. Его фоторепортажи отличались тонким чувством момента и выразительностью образов. Участвовал в многочисленных выставках в СССР и за рубежом.
В 1990-е годы эмигрировал в Германию, где продолжает заниматься фотографией, участвует в выставках и творческих проектах.

## Выставки
- «Мгновения эпохи», Москва, 1985
- «Советский человек», Берлин, 1993
- «Диалог времени», Мюнхен, 2005
- Персональная выставка к 85-летию, Франкфурт, 2020

## Награды
- Премия Союза журналистов СССР
- Медаль «Ветеран труда»
- Почётный диплом Международной федерации фотоискусства

## Интересные факты
- Считается одним из последних классиков советского фоторепортажа.
- Его работы хранятся в частных коллекциях в России, Германии, Франции, Израиле.